# ألفا روميو جي تي
ألفا روميو جي تي (بالإنجليزية: Alfa Romeo GT) هي سيارة تم تصنيعها من قبل ألفا روميو للسيارات الإيطالية.